# Safa Giray

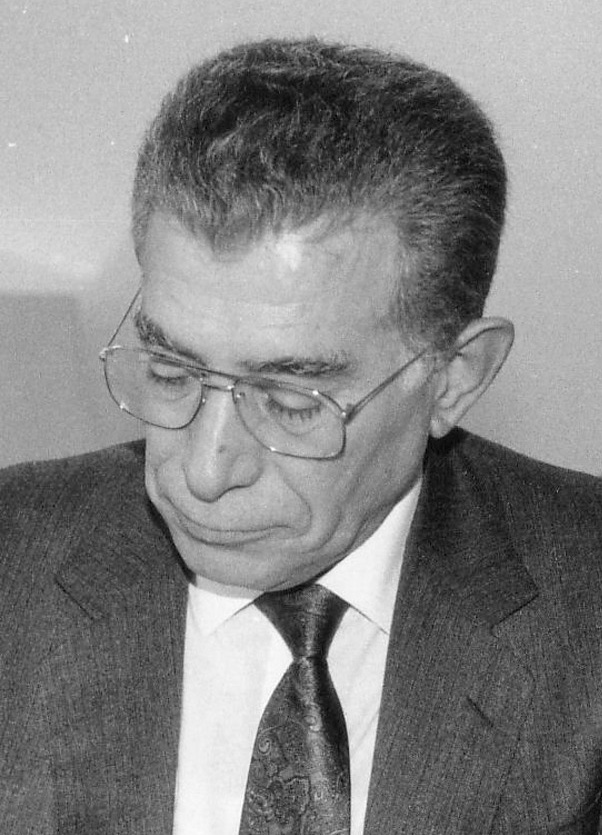
İsmail Safa Giray, 1991

İsmail Safa Giray (* 5. März 1931 in Izmir; † 20. Juni 2011 in Ankara) war ein türkischer Politiker der Anavatan Partisi (ANAP). Er war Abgeordneter in der Großen Nationalversammlung, Minister für öffentliche Arbeiten und Siedlungswesen, Verteidigungsminister und Außenminister seines Landes.

## Leben
Safa Giray wurde 1931 als Nachfahre des Adelsgeschlechts der Giray geboren, die das Khanat der Krim gegründet hatten. 1954 beendete er sein Bauingenieur-Studium an der İstanbul Teknik Üniversitesi. Anschließend arbeitete er als Bauingenieur bei Energie-, Maschinenbau- und Bergbau-Unternehmen.
Giray kam 1983 über Turgut Özal in die Politik, als die ANAP nach dem Militärputsch 1980 gegründet wurde und zog als Abgeordneter für die Provinz Balıkesir in die türkische Nationalversammlung ein. In zwei Kabinetten von Özal war er vom 13. Dezember 1983 bis zum 30. März 1989 Minister für öffentliche Arbeiten und Siedlungswesen und im Kabinett von Özal und Yıldırım Akbulut vom 30. März 1989 bis zum 19. Oktober 1990 Verteidigungsminister. Aufgrund von innerparteilichen Konflikten, die sich auch in die Kabinettsarbeit auswirkten, trat er zurück. Vom 23. Juni 1991 bis zum 21. November 1991 war Giray unter Ministerpräsident Yılmaz Außenminister. 1999 zog er sich aus der Politik nach 16 Jahren zurück.
Im Jahr 1993 wurde Safa Giray des Amtsmissbrauchs beschuldigt. Er wurde im Zusammenhang mit der Vergabe von Aufträgen für den Autobahnbau vor dem Staatsgerichtshof angeklagt. Am 12. April 1995 wurde er freigesprochen.
Safa Giray starb am 20. Juni 2011 in Ankara und wurde mit einem Staatsbegräbnis  auf dem Friedhof Gölbaşı in Ankara beigesetzt.

## Ehrungen
In Balıkesir ist die İ. Sefa Giray Bozören Ortaokulu nach Giray benannt.